# Mieczysław Geysztor-Zawirski
Mieczysław Józef Geysztor-Zawirski (ur. 7 sierpnia 1911 we Lwowie, zm. 18 marca 1978 w Londynie) – urzędnik, oficer artylerii Wojska Polskiego.

## Życiorys
Urodził się w 1911 we Lwowie. Ukończył studia prawa na Wydziale Prawa Uniwersytetu Jana Kazimierza we Lwowie. Przed 1939 był kierownikiem biura adresowego we Lwowie. Na stopień podporucznika został mianowany ze starszeństwem z 1 stycznia 1934 i 537. lokatą w korpusie oficerów rezerwy artylerii.
Po wybuchu II wojny światowej był urzędnikiem MSZ w Turcji. Jako oficer służył w szeregach Samodzielnej Brygady Strzelców Karpackich i 2 Korpusu PSZ. 
Po wojnie pozostał na emigracji. 24 maja 1962 został naturalizowany w Wielkiej Brytanii. Był współzałożycielem Koła Lwowian. 18 marca 1978 w Londynie.

## Ordery i odznaczenia
- Krzyż Srebrny Orderu Virtuti Militari[1]
- Krzyż Walecznych[1]